# غيلبرت وايت (رسام)
غيلبرت وايت (بالإنجليزية: Gilbert White)‏ هو رسام أمريكي، ولد في 18 يوليو 1877، وتوفي في 17 فبراير 1939.